# Magica
Magica är hårdrocksgruppen Dios åttonde studioalbum, utgivet den 21 mars 2000. Albumet utgavs på LP, CD och kassett. Gitarristen Craig Goldy, som tidigare spelat med bandet på Dream Evil (1987), återkom här till gruppen. 

## Låtlista
| Nr  | Titel                          | Längd |
| --- | ------------------------------ | ----- |
| 1.  | Discovery                      | 0:54  |
| 2.  | Magica Theme                   | 1:16  |
| 3.  | Lord of the Last Day           | 4:04  |
| 4.  | Fever Dreams                   | 4:37  |
| 5.  | Turn to Stone                  | 5:19  |
| 6.  | Feed My Head                   | 5:39  |
| 7.  | Eriel                          | 7:25  |
| 8.  | Challis                        | 4:22  |
| 9.  | As Long as It's Not About Love | 6:28  |
| 10. | Losing My Insanity             | 5:04  |
| 11. | Otherworld                     | 4:56  |
| 12. | Magica (Reprise)               | 1:53  |
| 13. | Lord of the Last Day (Reprise) | 1:44  |
| 14. | Magica Story                   | 18:23 |

## Medverkande
Dio
- Ronnie James Dio – vocals, keyboard
- Craig Goldy – gitarr, keyboard
- Jimmy Bain – basgitarr
- Simon Wright – trummor